# Vilanova de Sixena

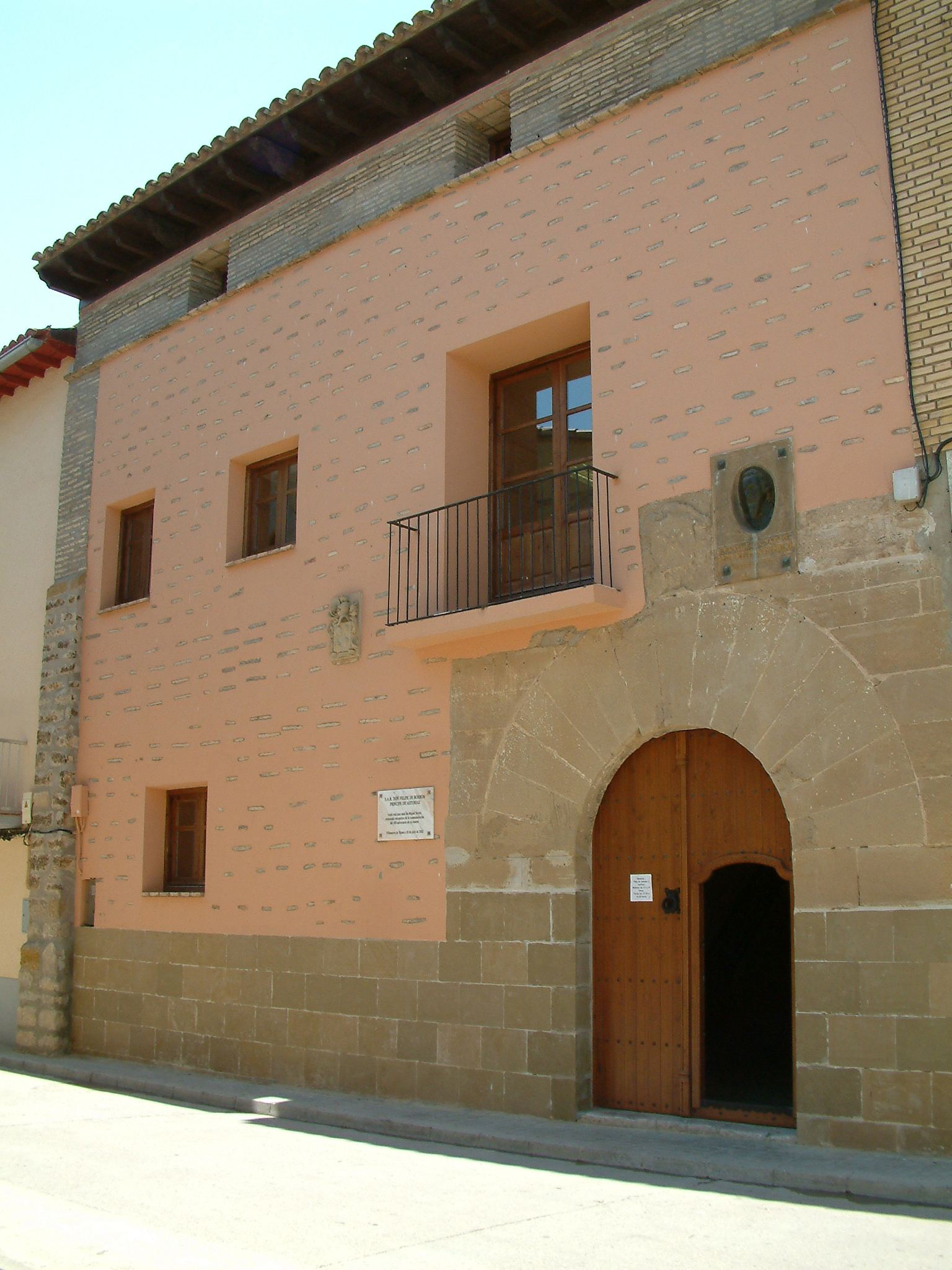
Façana de la casa natal de Miquel Servet a Vilanova de Sixena, seu de l'Instituto de Estudios Sijenenses "Miguel Servet/Michael Servetus.

Vilanova de Sixena (en aragonès Villanueva de Sixena, en castellà i oficialment Villanueva de Sigena) és un municipi de la província d'Osca, situat a la comarca dels Monegres, a l'Aragó. El poble és famós per ser el lloc de naixement del metge reformista Miquel Servet, així com per l'interessant monestir de Santa Maria de Sixena.
En el context del conflicte de les obres d'art entre l'Aragó i Catalunya, en el qual l'Aragó reclama a Catalunya que es retornin les pintures murals de la sala capitular de Santa Maria de Sixena (que es troben al Museu Nacional d'Art de Catalunya), traslladades el 1936 després que el monestir patís un greu incendi, a final de 2019 l'Ajuntament de Vilanova de Sixena va reclamar embargar els béns dels exconsellers de Cultura de la Generalitat de Catalunya, Santi Vila i Lluís Puig, perquè no havien pagat la fiança ordenada pel jutge.